# Jacques Vermeulen
Pour les articles homonymes, voir Vermeulen.
Pas d'image ? Cliquez ici

a Compétitions nationales et continentales officielles uniquement.

b Matchs officiels uniquement.
Dernière mise à jour le 6 avril 2025.
Jacques Vermeulen, né le 8 février 1995 à Paarl (Afrique du Sud), est un joueur sud-africain de rugby à XV jouant principalement au poste de troisième ligne aile aux Exeter Chiefs.

## Biographie
Jacques Vermeulen naît à Paarl en Afrique du Sud.
En 2014, il est sélectionné en équipe d'Afrique du Sud des moins de 20 ans en remplacement de Daniel du Preez pour le Championnat du monde junior. Les Sud-Africains se qualifient jusqu'en finale mais son battus par l'Angleterre. Avec cette sélection, il joue sept matchs entre 2014 et 2015.
Il commence sa carrière professionnelle en 2016 avec la Western Province, puis rejoint les Sharks et les Natal Sharks en 2017.
C'est avec les Sharks qu'il se révèle et progresse beaucoup. Dès sa première saison, il perd la finale de la Currie Cup sur le score de 33 à 21 contre son ancienne équipe, la Western Province. L'année suivante, il prend sa revanche face à la Western Province qu'il bat cette fois en finale 12 à 17 avec les Natal Sharks.
En 2019, à l'âge de 24 ans, il quitte son pays de naissance pour s'engager avec les Exeter Chiefs, évoluant dans le Championnat d'Angleterre. Pour sa première saison en Europe, il remporte dans un premier temps la finale de la Coupe d'Europe en s'imposant contre le Racing 92. Une semaine plus tard, il remporte dans un second temps la Premiership après une victoire face aux Wasps. Il réalise ainsi le doublé,.
La saison suivante, il retourne en finale du Championnat d'Angleterre mais perd celle-ci face aux Harlequins qui l'emportent sur le score de 38 à 40,.
En 2023, il gagne la Coupe d'Angleterre, après une victoire 24 à 20 face aux London Irish.
Durant la saison 2024-2025, il peut devenir éligible afin de jouer avec l'équipe d'Angleterre grâce à cinq années de résidence sur le territoire anglais. Cependant, ses sélections avec l'équipe d'Afrique du Sud des moins de 20 ans le rendent inéligible. En effet, un joueur ne peut changer de nationalité sportive que s'il est né dans le pays qu'il veut représenter ou si ses parents ou grands-parents y sont nés, ce qui n'est pas son cas. Plus tard, il est titulaire lors de la finale de la Coupe d'Angleterre, perdue 48 à 14 face à Bath Rugby.
À partir de la saison 2025-2026, il s'engage aux Sale Sharks, après six ans passés à Exeter.